# Совет министров внутренних дел государств — участников СНГ
Совет министров внутренних дел государств — участников СНГ (СМВД СНГ) — орган отраслевого сотрудничества Содружества Независимых Государств по вопросам, входящим в компетенцию органов внутренних дел.

## Состав
Членами СМВД СНГ являются главы министерств внутренних дел, а также иных выполняющих аналогичные функции органов исполнительной власти государств — участников.
По состоянию на декабрь 2022 года в состав Совета входят:
| Государство  | Представитель                                              | Должность                                    |
| ------------ | ---------------------------------------------------------- | -------------------------------------------- |
| Азербайджан  | Вилаят Эйвазов, генерал-полковник                          | Министр внутренних дел Азербайджана          |
| Армения      | Ваге Казарян, генерал-майор полиции                        | Начальник Полиции Армении                    |
| Беларусь     | Иван Кубраков, генерал-лейтенант милиции                   | Министр внутренних дел Беларуси              |
| Казахстан    | Марат Ахметжанов, генерал-полковник полиции                | Министр внутренних дел Казахстана            |
| Кыргызстан   | Улан Ниязбеков, генерал-лейтенант милиции                  | Министр внутренних дел Кыргызской Республики |
| Молдова      | Анна Ревенко                                               | Министр внутренних дел Молдовы               |
| Россия       | Владимир Колокольцев, генерал полиции Российской Федерации | Министр внутренних дел России                |
| Таджикистан  | Рамазон Рахимзода, генерал-полковник милиции               | Министр внутренних дел Таджикистана          |
| Туркменистан | Мухаммет Хыдыров, полковник полиции                        | Министр внутренних дел Туркмении             |
| Узбекистан   | Пулат Бободжонов, генерал-лейтенант                        | Министр внутренних дел Узбекистана           |

## Председатель

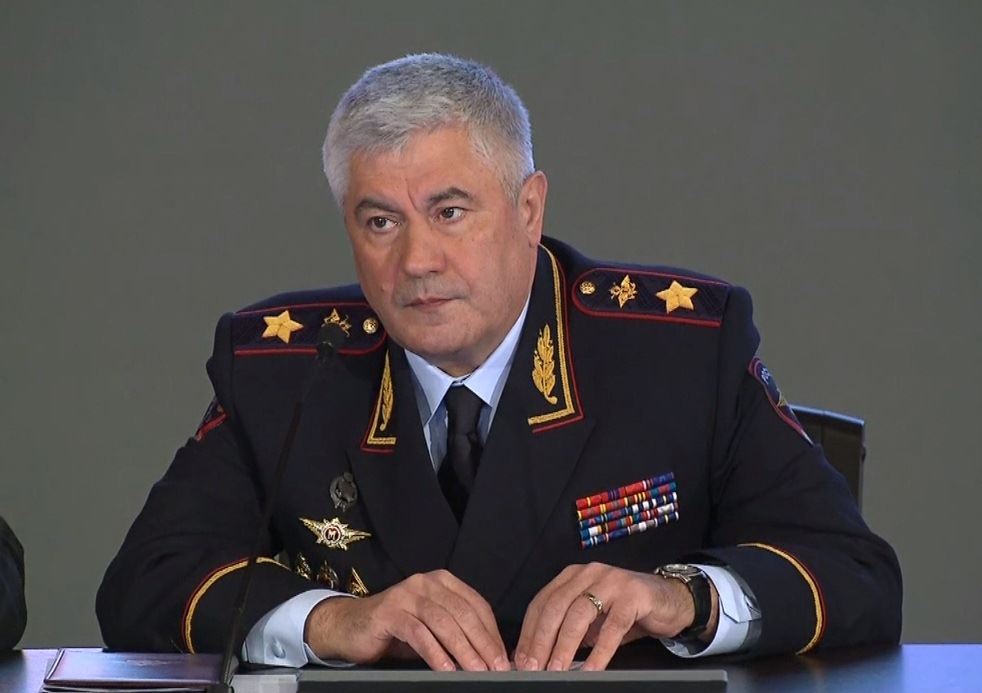
С 6 сентября 2016 года полномочия Председателя СМВД СНГ исполняет министр внутренних дел России Владимир Колокольцев

Председательствует на заседании СМВД министр внутренних дел государства, на территории которого проходит заседание, он же является председателем СМВД до следующего очередного заседания.
В случае временного отсутствия Председателя его обязанности возлагаются на одного из сопредседателей, функции которых исполняют председательствующие предшествующего и последующего заседания Совета.